# Список екологічних журналів
Список екологічних журналів включає журнали та інші періодичні видання, що публікують екологічні статті та монографії, розташовані за алфавітом.

## Українською мовою

### А
- Агробіологія

- Агроекологічний журнал

ISSN: 2077-4893 (print), ISSN: 2077-4915 (online)

### Г
- Гідрологія, гідрохімія і гідроекологія (Київ, Україна)

ISSN: 2306-5680

### Е
- Екологічна безпека та збалансоване ресурсокористування  (Івано-Франківськ, Україна)

- Екологія (Луганськ, Україна)

- Екологія та промисловість (Харків, Україна)

- Економіка природокористування і охорони довкілля (Київ, Україна)

ISSN:	1818-4170

### П
- Питання біоіндикації та екології

- Проблеми екології та медицини (Полтава, Україна)

ISSN:	2073-4662
- Проблеми екологічної та медичної генетики і клінічної імунології  (Луганськ, Україна)

- Продуктивні сили України (Київ, Україна)

ISSN:	1990-6439

### Р
- Регіональні аспекти розвитку продуктивних сил України (Тернопіль, Україна)

### У
- Український ботанічний журнал

ISSN 0372-4123 (print). - ISSN 2415-8860 (online)

## Російською мовою

### Б
- Ботанический журнал (Санкт-Петербург, Росія)

ISSN: 0006-8136

### Г
- Гуманитарный экологический журнал (Київ, Україна)

ISSN: 1727—2661

### П
- Природа (Москва, Росія)

ISSN: 0032-874X

### Э
- Экология производства

ISSN: 2078-3981

## Англійською мовою

### A
- Advances in Ecological Research (Велика Британія)

ISSN: 0065-2504, 0065-2504
- AMBIO (Швеція)

ISSN Print: 0044-7447 ISSN Online: 1654-7209
- American Naturalist (Чикаго, США)

ISSN: 0003-0147, 0003-0147
- Annual Review of Ecology, Evolution, and Systematics (США)

ISSN: 1545—2069
- AoB Plants (Велика Британія)

ISSN: 2041—2851 (інтернет-публікація), 2041—2851
- Aquaculture International

Journal of the European Aquaculture Society

ISSN Print: 0967-6120 ISSN Online: 1573-143X
- Aquarium Sciences and Conservation

ISSN Print: 1357-5325 ISSN Online: 1573—1448
- Aquatic Botany (Нідерланди)

ISSN: 0304-3770, 0304-3770
- Aquatic Ecology

A Multidisciplinary Journal Relating to Processes and Structures at Different Organizational Levels

ISSN Print: 1386—2588 ISSN Online: 1573-5125
- Aquatic Sciences

Research Across Boundaries

ISSN Print: 1015—1621
- Archives of Microbiology

ISSN Print: 0302-8933 ISSN Online: 1432-072X
- Austral Ecology (Австралія)

ISSN: 1442-9985, 1442-9985

### B
- Behavioral Ecology (Велика Британія)

ISSN: 1045—2249, 1045—2249
- Behavioral Ecology and Sociobiology (Німеччина)

ISSN: 0340-5443, 0340-5443
- Biochemical Systematics and Ecology (Велика Британія)

ISSN: 0305-1978, 0305-1978
- Biogeochemistry

ISSN Print: 0168-2563 ISSN Online: 1573-515X
- Biological Invasions

ISSN Print: 1387-3547 ISSN Online: 1573—1464
- Biosystems Diversity (Україна)

ISSN 2519-8513; e-ISSN 2520—2529
- Biotropica (США)

ISSN: 0006-3606, 0006-3606
- Botanica Helvetica (Швейцарія)

ISSN Print: 0253-1453 ISSN Online: 1420-9063

### C
- Chemoecology

Evolutionary, Mechanistic and Environmental Approaches to Chemically-Mediated Interaction

ISSN Print: 0937-7409
- Chornomorski Botanical Journal

ISSN Print: 1990-553X
ISSN Online:2308-9628
- Conservation Biology (США)

ISSN: 0888-8892, 0888-8892
- Conservation Genetics

ISSN Print: 1566-0621 

ISSN Online: 1572-9737
- Conservation Genetics Resources

ISSN Print: 1877-7252

ISSN Online: 1877-7260
- Contemporary Problems of Ecology

ISSN Print: 1995-4255

ISSN Online: 1995-4263
- Coral Reefs

Journal of the International Society for Reef Studies

ISSN Print: 0722-4028

ISSN Online: 1432-0975

### D
- Diversity and Distributions (Велика Британія)

ISSN: 1366-9516

### E
- Ecography

ISSN: 0906-7590, 0906-7590
- Ecological Complexity (Нідерланди)

ISSN: 1476-945X, 1476-945X
- Ecological Research

ISSN Print: 0912-3814

ISSN Online: 1440—1703
- Ecology (США)

ISSN: 0012-9658, 0012-9658
- Ecology and Evolution (Велика Британія)

ISSN: 2045-7758, 2045-7758
- Ecology Letters (Велика Британія)

ISSN: 1461-0248, 1461-023X
- Ecosystems

ISSN Print: 1432-9840

ISSN Online: 1435-0629
- Ecotropica

- Environmental Biology of Fishes

ISSN Print: 0378-1909

ISSN Online: 1573-5133
- Environmental and Ecological Statistics

ISSN Print: 1352-8505

ISSN Online: 1573-3009
- Environmental Management

ISSN Print: 0364-152X

ISSN Online: 1432—1009
- The Environmentalist

ISSN Print: 0251-1088

ISSN Online: 1573—2991
- Estuaries and Coasts

Journal of the Coastal and Estuarine Research Federation
ISSN Print: 1559—2723

ISSN Online: 1559—2731
- European Journal of Ecology (Польща)

ISSN: 1339-8474
- European Journal of Wildlife Research

ISSN Print: 1612-4642

ISSN Online: 1439-0574
- Evolutionary Biology

ISSN Print: 0071-3260
- Écoscience (Канада)

ISSN: 1195-6860

### F
- Fish Physiology and Biochemistry

ISSN Print: 0920-1742

ISSN Online: 1573-5168
- Fisheries Science

ISSN Print: 0919-9268

ISSN Online: 1444—2906
- Folia Geobotanica

Journal of the Institute of Botany, Academy of Sciences of the Czech Republic

ISSN Print: 1211-9520

ISSN Online: 1874-9348
- Forestry Studies in China

ISSN Print: 1008—1321

ISSN Online: 1993-0372
- Frontiers in Ecology and the Environment (США)

ISSN: 1540-9295
- Functional Ecology (Велика Британія)

ISSN: 0269-8463
- Fungal Diversity

An International Journal of Mycology

ISSN Print: 1560—2745

ISSN Online: 1878-9129

### G
- Global Change Biology

ISSN: 1354—1013

### H
- Helgoland Marine Research

ISSN Print: 1438-387X

ISSN Online: 1438-3888
- Hydrobiologia

The International Journal of Aquatic Sciences

ISSN Print: 0018-8158

ISSN Online: 1573-5117

### I
- Ichthyological Research

ISSN Print: 1341-8998

ISSN Online: 1616-3915
- Inland Water Biology

ISSN Print: 1995-0829

ISSN Online: 1995-0837
- International Journal of Ecology & Development (Індія)

- International Journal of Salt Lake Research

ISSN Print: 1037-0544

ISSN Online: 1573-8590

### J
- Journal of Animal Ecology (Велика Британія)

ISSN: 0021-8790
- Journal of Applied Ecology (Велика Британія)

ISSN: 0021-8901
- Journal of Aquatic Ecosystem Stress and Recovery

ISSN Print: 1386—1980

ISSN Online: 1573-5141
- Journal of Biogeography (Велика Британія)

ISSN: 0305-0270
- Journal of Chemical Ecology (США)

ISSN Print: 0098-0331

ISSN Online: 1573—1561
- Journal of Ecology (Велика Британія)

ISSN: 0022-0477
- Journal of Insect Conservation

An international journal devoted to the conservation of insects and related invertebrates

ISSN Print: 1366-638X

ISSN Online: 1572-9753
- Journal of Oceanography

edited by The Oceanographic Society of Japan

ISSN Print: 0916-8370

ISSN Online: 1573-868X
- Journal of Ornithology

ISSN Print: 0021-8375

ISSN Online: 1439-0361
- Journal of Plant Research

ISSN Print: 0918-9440

ISSN Online: 1618-0860

### K
- Koedoe (ПАР)

ISSN: 0075-6458

### L
- Landscape and Ecological Engineering

ISSN Print: 1860—1871

ISSN Online: 1860-188X
- Landscape Ecology (Нідерланди)

ISSN Print: 0921-2973 ISSN Online: 1572-9761
- Limnology

ISSN Print: 1439-8621

ISSN Online: 1439-863X

### M
- Mangroves and Salt Marshes

ISSN Print: 1386-3509

ISSN Online: 1572-977X
- Marine Biodiversity

ISSN Print: 1867—1616

ISSN Online: 1867—1624
- Marine Biology

International Journal on Life in Oceans and Coastal Waters

ISSN Print: 0025-3162

ISSN Online: 1432—1793
- Marine Biotechnology

An International Journal Focusing on Marine Genomics, Molecular Biology and Biotechnology

ISSN Print: 1436—2228

ISSN Online: 1436—2236
- Methods in Ecology and Evolution (Велика Британія)

ISSN: 2041-210X
- Microbial Ecology

ISSN Print: 0095-3628

ISSN Online: 1432-184X
- Molecular Ecology

ISSN: 0962-1083
- Molecular Ecology Resources (Велика Британія)

ISSN: 1755-098X
- Mycological Progress

ISSN Print: 1617-416X

ISSN Online: 1861-8952

### O
- Oecologia (Німеччина)

ISSN Print: 0029-8549

ISSN Online: 1432—1939
- Oikos (Данія)

ISSN: 0030-1299
- Organisms Diversity & Evolution

ISSN Print: 1439-6092

### P
- Palaeobiodiversity and Palaeoenvironments

ISSN Print: 1867—1594

ISSN Online: 1867—1608
- Plant Ecology

ISSN 1385-0237 (друкована версія), ISSN 1573-5052
- Plant Systematics and Evolution

ISSN Print: 0378-2697

ISSN Online: 1615-6110
- Polar Biology

ISSN Print: 0722-4060

ISSN Online: 1432—2056
- Population Ecology

ISSN Print: 1438-3896

ISSN Online: 1438-390X
- Primates

ISSN Print: 0032-8332

ISSN Online: 1610-7365

### R
- Reviews in Fish Biology and Fisheries

ISSN Print: 0960-3166

ISSN Online: 1573-5184
- Reviews in Fish Biology and Fisheries

ISSN Print: 0960-3166 ISSN Online: 1573-5184
- Russian Journal of Biological Invasions

Russian Journal of Biological Invasions

ISSN Print: 2075—1117 ISSN Online: 2075—1125
- Russian Journal of Ecology

Англомовна версія журналу Экология 

ISSN Print: 1067-4136 ISSN Online: 1608-3334
- Russian Journal of Marine Biology

ISSN Print: 1063-0740 ISSN Online: 1608-3377

### T
- The Open Ecology Journal (Нідерланди)

ISSN: 1874—2130
- Theoretical Ecology

ISSN Print: 1874—1738

ISSN Online: 1874—1746

### U
- Urban Ecosystems

ISSN Print: 1083-8155

ISSN Online: 1573—1642

### W
- Wetlands (Нідерланди)

Official Scholarly Journal of the Society of Wetland Scientists

ISSN Print: 0277-5212 ISSN Online: 1943-6246
- Wetlands Ecology and Management

ISSN Print: 0923-4861 ISSN Online: 1572-9834

### Z
- Zoodiversity рос. Вестник зоологии (Київ, Україна)

ISSN: 0084-5604

## Кількома мовами
- Біоресурси і природокористування  — українська, російська, англійська

ISSN 2518—1963 (Online), ISSN 2078-9912 (Print)
- Відновлювана енергетика  — українська, англійська

ISSN 1819-8058 (Print) ISSN 2664-8172 (Online)
- Ґрунтознавство  — українська, російська, англійська

ISSN 1684-9094
- Довкілля та здоров'я англ. Environmental & Health (Київ, Україна) — українська, російська, англійська

2077-7477 (Print); 2077-7485 (Online)
- Екологічна безпека (Кременчук, Україна) — українська, російська, англійська

- Екологічна безпека прибережної та шельфової зон та комплексне використання ресурсів шельфу (Севастополь, Україна)  — українська, російська

ISSN: 1726-9903
- Екологічна безпека та природокористування  (Київ, Україна) - українська, російська, англійська

- Екологія довкілля та безпека життєдіяльності  (Київ, Україна)  - українська, російська, англійська

ISSN:	1726–5428
- Екологія і природокористування  (Дніпро, Україна)  - українська, російська

- Екологія та ноосферологія  (Дніпро, Україна)  - українська, російська, англійська

ISSN:	1726-1112
- Екосистеми, їх оптимізація та охорона (Сімферополь, Україна)  - українська, російська, англійська (змішаними мовами)

- Енергетика: економіка, технології, екологія  (Київ, Україна) - українська, російська

ISSN:	1813-5420
- Заповідна справа в Україні (Канів, Україна)  - українська, російська, англійська, німецька

ISSN:	1729-7184
- Захист довкілля від антропогенного навантаження (Кременчук, Україна)  - українська, російська

- Збірник наукових праць Інституту геохімії навколишнього середовища  (Київ, Україна)  - українська, російська, англійська

- Збірник праць Зоологічного музею (Київ, Україна)   - українська, російська, англійська

- Лісівництво і агролісомеліорація Збірник наукових праць  (Харків, Україна)  - українська, російська, англійська

ISSN:	0459-1216
- Людина та довкілля. Проблеми неоекології  (Харків, Україна)  - українська, російська, англійська (змішаними мовами)

ISSN:	1992-4224
- Морський екологічний журнал (Севастополь, Україна)  - російська, українська, англійська

ISSN:	1684-1557
- Науковий вісник «Асканія-Нова» (Асканія-Нова, Україна)  - українська, російська, англійська

- Науковий вісник Національного університету біоресурсів і природокористування України Збірник наукових праць  (Київ, Україна)  - українська, російська, англійська

- Ноосфера і цивілізація (Донецьк, Україна)  - українська, російська

ISSN:	2074-4447 (Print); 2074-4463 (Online)
- Прикладна екологія  - українська, російська, англійська (змішаними мовами)

- Проблеми екології (Донецьк, Україна)  - українська, російська, англійська

ISSN:	2073-8102
- Проблеми екології та охорони природи техногенного регіону (Донецьк, Україна)  - українська, російська, англійська (змішаними мовами)

ISSN:	2077-3366
- Проблеми охорони навколишнього природного середовища та екологічної безпеки. Збірник наукових праць  (Харків, Україна)  - українська, російська, англійська

- Проблеми розвитку міського середовища. Збірник наукових праць (Київ, Україна)   - українська, російська (змішаними мовами)

ISSN:	0131-2928
- Системи контролю навколишнього середовища. Збірник наукових праць  (Севастополь, Україна)  - російська, українська, англійська (змішаними мовами)

- Спелеологія і карстологія (Сімферополь, Україна)  - українська, російська, англійська

ISSN:	1997-7492
- Чорноморський ботанічний журнал - українська, англійська, російська

ISSN:1990-553X e-ISSN: 2308-9628
- Геополитика и экогеодинамика регионов англ. Geopolitics and Ecogeodynamics of regions (Сімферополь)  - російська, англійська

ISSN: 2309-7663
- Гидробиологический журнал англ. Hydrobiological Journal (Київ, Україна)  - російська, англійська

ISSN: 0375-8990
- Экология англ. Russian Journal of Ecology (Єкатеринбург, Росія) - російська, англійська

ISSN: 1608-3334
- Экология моря Сборник научных трудов  - українська, англійська, російська

- Ukrainian journal of Ecology (Мелітополь, Україна) — українська, англійська

ISSN: 2520—2138

## Ресурси Інтернета
- Екологічні журнали видавництва Springer
- Екологічні журнали